# Живкович, Борис (гандболист)
Бори́с Жи́вкович (нем. Boris Zivkovic, род. 2 мая 1992, Брегенц) — австрийский гандболист, полусредний клуба «Мешков Брест».

## Биография
Борис Живкович родился 2 мая 1992 года в австрийском городе Брегенц.
Занимался гандболом в клубе «Альпла» из Харда, за который выступает с 2011 по 2021 год. В его составе шесть раз становился чемпионом Австрии (2012—2015, 2017, 2021), два раза выигрывал Кубок страны (2014, 2018), три раза — Суперкубок. В 2016 году подписал двухлетний контракт со швейцарским «Берном», однако Живкович получил тяжёлую травму колена — разрыв крестообразной и медиальной связок и повреждение мениска, из-за которой выбыл на полгода, и «Берн» расторг контракт с ним. Несмотря на то что к этому моменту он уже не был игроком «Альплы», в клубе пошли навстречу Живковичу и взяли его на реабилитацию и заключили новый контракт. В сезоне-2021/22 Живкович перешёл в польский клуб «Азоты», а в феврале 2024 года присоединился к немецкому «Фленсбургу». В составе команды из Германии он стал победителем Европейской лиги. Последним клубом австрийца был кувейтский «Аль-Курайн». С начала 2025 года выступает за гандбольный «Мешков Брест».
10 июня 2015 года дебютировал в составе сборной Австрии. Провёл за национальную команду 82 матча и забросил 166 мячей.. На чемпионате Европы 2020 года он помог сборной Австрии занять 8-е место — лучший результат в истории команды на этом турнире. На чемпионате мира 2025 года Борис сыграл в двух матчах и забросил шесть мячей, а сборная Австрии заняла 17-е место.